# Transtorno internalizante
Um transtorno internalizante é um tipo de transtorno emocional e comportamental, juntamente com transtornos externalizantes e transtornos de baixa incidência. Aquele que sofre de um distúrbio internalizante manterá seus problemas para si ou internalizará os problemas.

## Sintomas
Comportamentos que se manifestam em pessoas com perturbações de internalização incluem depressão, isolamento, ansiedade e solidão. Existem também características comportamentais envolvidos com a internalização de transtornos. Algumas anormalidades comportamentais incluem: baixa auto-estima, comportamentos suicidas, diminuição do progresso acadêmico e social de retirada. A internalização dos problemas, como a tristeza, pode fazer com que os problemas se transformem em cargas maiores, como retração social, comportamentos ou pensamentos suicidas e outros sintomas físicos inexplicáveis.

## O DSM-5
O transtorno internalizante, com altos níveis de afetividade negativa, incluem transtornos depressivos, transtornos de ansiedade, transtorno obsessivo-compulsivo e transtornos relacionados, como o trauma e o fator de estresse relacionados a distúrbios e transtornos dissociativos. Outros, como bulimia e anorexia também pertencem a esta categoria.

## Tratamento
Alguns tratamentos para o transtorno internalizante incluem o uso de antidepressivos, terapia eletroconvulsiva e psicoterapia.